# Friedensresolution
Die Friedensresolution war eine vom Deutschen Reichstag am 19. Juli 1917 angenommene Resolution, die einen Verständigungsfrieden zur Beendigung des Ersten Weltkrieges forderte.

## Hintergrund
Mit der Wiederaufnahme des unbeschränkten U-Boot-Krieges am 1. Februar 1917 war das von den Militärs vorausgesagte Ziel, das Vereinigte Königreich binnen eines halben Jahres zum Frieden zu zwingen, nicht erreicht worden. Dem Reichstag standen gemäß der Bismarckschen Reichsverfassung klassische Parlamentsrechte zu wie die Verabschiedung von Reichsgesetzen (Art. 5 Abs. 1, zusammen mit dem Bundesrat), ein Gesetzesinitiativrecht (Art. 23) und
die Verabschiedung des Haushaltes. Daher war er unter anderem dazu berechtigt, die Kriegskredite zu bewilligen. Im Hauptausschuss des Reichstages regte der Zentrumsabgeordnete Matthias Erzberger am 6. Juli 1917 die Einstellung des unbeschränkten U-Boot-Krieges, die Fortführung des Krieges, aber das Suchen eines Verständigungsfriedens an, was in besonderem Gegensatz zu den weit reichenden Annexionsplänen der Alldeutschen stand. Durch die Unterstützung dieser bereits von SPD und Fortschrittlicher Volkspartei (FVP) vertretenen Politik sollte zudem die Zustimmung der Sozialdemokraten zu den zu bewilligenden Kriegskrediten sichergestellt werden.
Dies führte zu der Friedensresolution, die vom neugegründeten Interfraktionellen Ausschuss (IFA) ausgearbeitet wurde, dem Vertreter der Fraktionen von SPD, FVP, Zentrum und anfangs auch der Nationalliberalen angehörten. Es war das erste Mal, dass der Reichstag aktiv in das politische Geschehen im Krieg einzugreifen versuchte. Sie stellte einen Versuch dar, gegenüber dem Ausland, vor allem dem auf Frieden drängenden Verbündeten Österreich-Ungarn, die Friedensbereitschaft des Reiches zu dokumentieren.

## Inhalt
Die Friedensresolution im Wortlaut:

„Der Reichstag erklärt: 
Wie am 4. August 1914 gilt für das deutsche Volk auch an der Schwelle des vierten Kriegsjahres das Wort der Thronrede: ‚Uns treibt nicht Eroberungssucht.‘ Zur Verteidigung seiner Freiheit und Selbständigkeit, für die Unversehrtheit seines territorialen Besitzstandes hat Deutschland die Waffen ergriffen. Der Reichstag erstrebt einen Frieden der Verständigung und der dauernden Versöhnung der Völker. Mit einem solchen Frieden sind erzwungene Gebietserwerbungen und politische, wirtschaftliche oder finanzielle Vergewaltigungen unvereinbar. Der Reichstag weist auch alle Pläne ab, die auf eine wirtschaftliche Absperrung und Verfeindung der Völker nach dem Kriege ausgehen. Die Freiheit der Meere muß sichergestellt werden. Nur der Wirtschaftsfriede wird einem freundschaftlichen Zusammenleben der Völker den Boden bereiten. Der Reichstag wird die Schaffung internationaler Rechtsorganisationen tatkräftig fördern. Solange jedoch die feindlichen Regierungen auf einen solchen Frieden nicht eingehen, solange sie Deutschland und seine Verbündeten mit Eroberung und Vergewaltigung bedrohen, wird das deutsche Volk wie ein Mann zusammenstehen, unerschütterlich ausharren und kämpfen, bis sein und seiner Verbündeten Recht auf Leben und Entwicklung gesichert ist. In seiner Einigkeit ist das deutsche Volk unüberwindlich. Der Reichstag weiß sich darin eins mit den Männern, die in heldenhaftem Kampf das Vaterland schützen. Der unvergängliche Dank des ganzen Volks ist ihnen sicher.“

Die von den Abgeordneten Erzberger, David, Ebert und Scheidemann eingebrachte Resolution wurde mit 216 Stimmen von SPD, Zentrum und Fortschrittlicher Volkspartei, gegen 126 Stimmen der USPD, der Nationalliberalen und der Konservativen angenommen. Ihre Unterstützer waren die Parteien, die seit 1912 im Reichstag die Mehrheit hatten und später in der Weimarer Republik die Weimarer Koalition bilden sollten.

## Bedeutung und Konsequenzen

### Gegnerschaft Michaelis’
Allerdings war die Friedensresolution des Reichstages unter den gegebenen politischen Rahmenbedingungen zum Scheitern verurteilt. Die Friedensresolution wurde fünf Tage nach der Ernennung von Georg Michaelis zum Reichskanzler verabschiedet. Der neue Kanzler Michaelis war innerlich ein Gegner der Friedensresolution: „Ich war mir darüber klar, daß die Resolution in dieser Form von mir nicht angenommen werden konnte.“
Ein offener Konflikt unterblieb aber, da Michaelis die Resolution „heuchlerisch akzeptierte“. Er stellte sie einerseits in seiner Antrittsrede als brauchbaren Rahmen dar, sprach allerdings andererseits von der „Resolution, wie ich sie auffasse“. Die Politik der Friedensresolution war unter einem Kanzler Michaelis „tot geboren“.

### Bedeutung für die deutschen Kriegsziele
Dennoch bedeutete die Friedensresolution keinen Verzicht auf Kriegsziele; selbst der Initiator der Friedensresolution, der 1921 für die Unterzeichnung des Waffenstillstands von Compiègne und sein Drängen auf Unterzeichnung des Versailler Vertrages als Erfüllungspolitiker der Alliierten verfemte und ermordete Zentrumsvorsitzende Erzberger, meinte, deutsche Interessen in Belgien und im Osten seien davon nicht betroffen. Außerdem wurde die praktische Bedeutung und Durchführung der Friedensresolution durch Michaelis’ anschließende Reichstagsrede mit der Forderung nach Sicherstellung der deutschen Grenzen für alle Zeit, auch innerhalb der Friedensresolution, „wie ich sie auffasse“, von vornherein in Frage gestellt.
Ungenutzt verstrich so die „beste Chance während des Krieges, zu einem Verständigungsfrieden zu kommen“, weil im August und September 1917 keine Verhandlungen auf Basis der Friedensresolution und unter der offerierten Vermittlung des Papstes (→Friedensappell Papst Benedikts XV.) aufgenommen wurden.

### Auswirkungen
Erich Ludendorff führte die Änderung der Haltung der Mehrheitsparteien in der Kriegszielfrage auf einen „Rückfall der Stimmung“ und ein „Überhandnehmen internationalen, pazifistischen, defätistischen Denkens“ zurück. Als direkte Gegenreaktion auf die Friedensresolution gründete sich unter Beteiligung Ludendorffs die annexionistische, völkisch-nationalistische Deutsche Vaterlandspartei, neben der Deutschkonservativen Partei die wichtigste Vorgängerin der Ende November 1918 gegründeten Deutschnationalen Volkspartei.
Trotz der Verabschiedung der Friedensresolution standen sich in der Folgezeit die Reichstagsmehrheit und die Oberste Heeresleitung (OHL) nicht als zwei entgegengesetzte politische Lager gegenüber. Vielmehr gelang es der sich im Reichstag neu formierenden „Kriegszielmehrheit“ im Zusammenspiel mit der OHL und der Reichsregierung, die Angebote der Friedensresolution in der Folgezeit wieder zurückzudrängen. Die Schaffung eines Abhängigkeitsverhältnisses der benachbarten Länder gegenüber dem Deutschen Reich, in dem ihnen möglichst wenig Rechte gegenüber der deutschen Verwaltung zu gewähren seien – ohne direkten Anschluss keine Vertretung im Reichstag – war durch die Friedensresolution zwar erschwert, aber keineswegs unmöglich gemacht worden.
Verschärft durch Annexionsfanatismus und „Vaterlandspartei“ einerseits, Kriegsmüdigkeit, Hunger und die Unabhängigen Sozialdemokraten (USPD) andererseits, wurde mit Beginn des letzten Kriegsjahres die soziale und politische Konfrontation immer unversöhnlicher: Die Gegensätze der deutschen Klassengesellschaft verschärften sich zusehends.
Nach dem Krieg wurde die Friedensresolution von der radikalen Rechten als Teil des „Dolchstoßes“ gegen das deutsche Heer gesehen.